# Leucoraja pristispina
Leucoraja pristispina is een vissensoort uit de familie van de Rajidae. De wetenschappelijke naam van de soort is voor het eerst geldig gepubliceerd in 2008 door Last, Stehmann & Séret.